# كهف غودريك

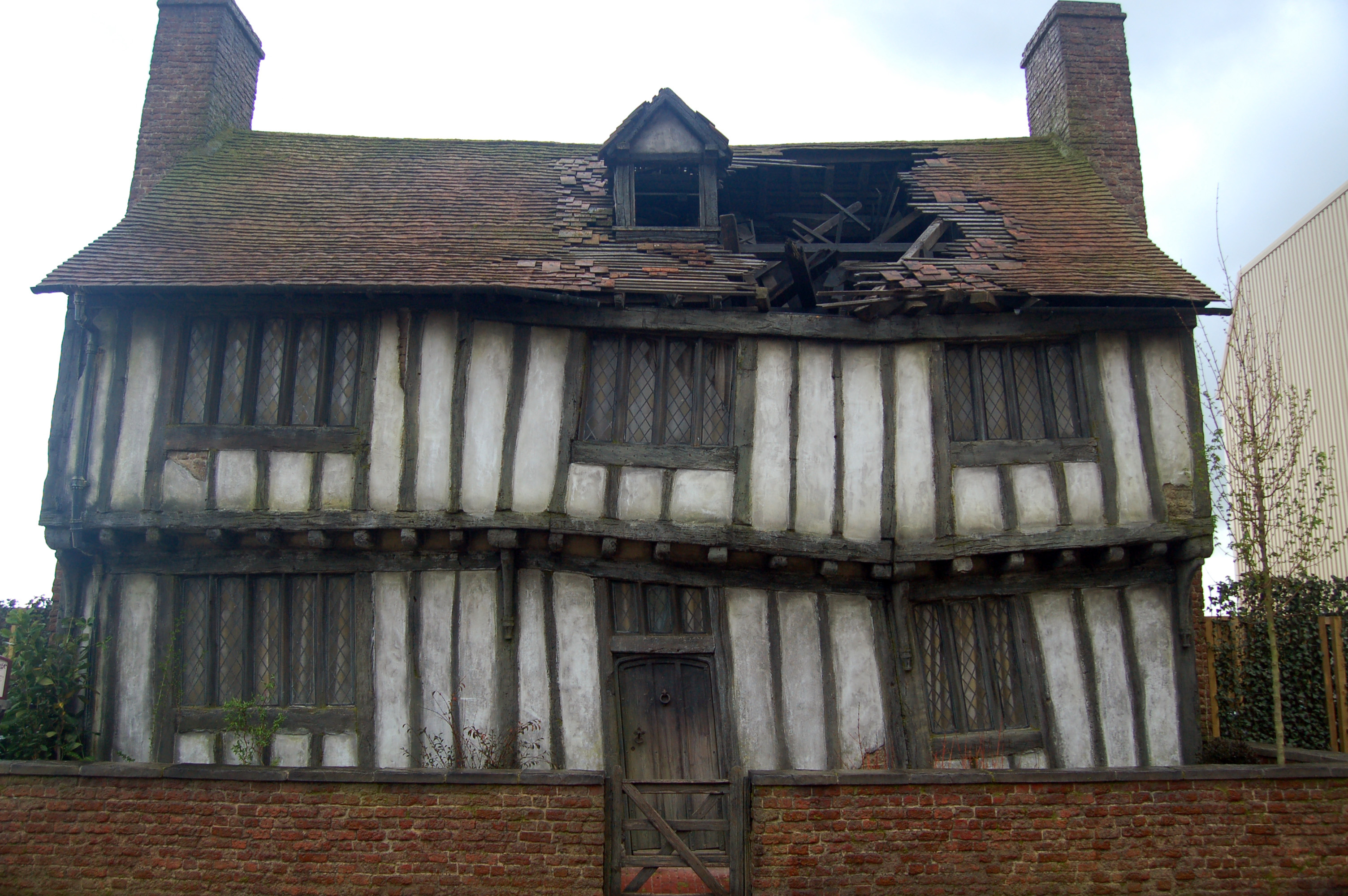
منزل هاري بوتر

كهف غودريك هي القرية التي كان يعيش بها آل بوتر، وفيها بيتهم المهدّم والذي لا يستطيع أحد أن يصلحه لأن دمارات السحر الأسود لا تصلح أبداً.
عاش في هذا المكان أيضاً آل دمبلدور. كما عاش فيه كثير من المشاهير من المؤرخين والأطباء وحتى (الأخ الثالث) في حكاية الأخوة الثالثة.
ولقد سميت هذه القرية علي اسم جودريك جريفندور وهو من أشهر السحرة في تاريخ بريطانيا العظمى.
وُصفت القرية بأن فيها كثير من بيوت العامة لا يعرفون شيء وأن فيها كنيسة بجوارها مقبرة.